# José María Manescau

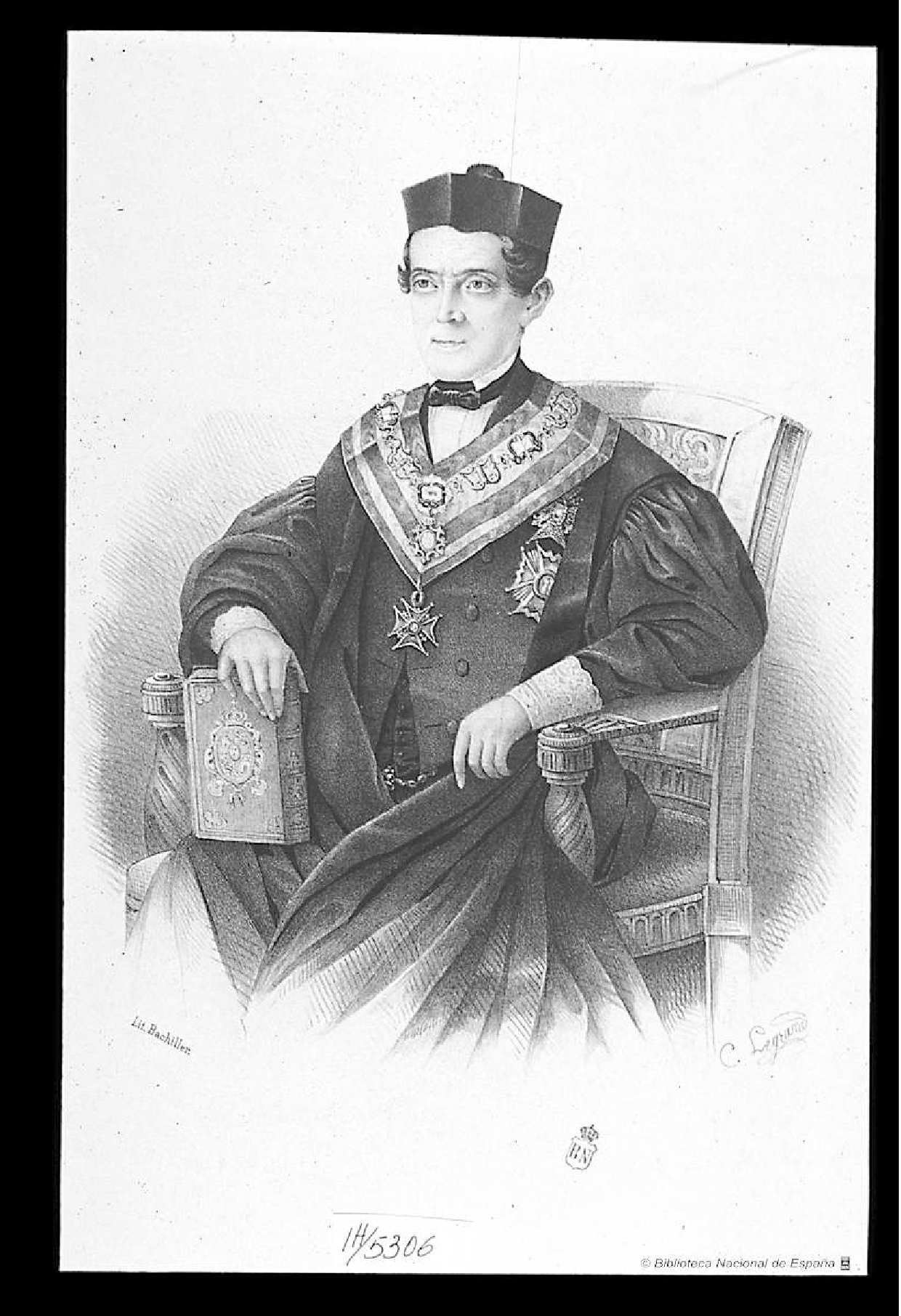
Retrato de José María Manescau, litografía de Luis Carlos Legrand, Biblioteca Nacional de España.

José María Manescau y Saborío   (Málaga, 4 de marzo de 1772-† Madrid, 22 de diciembre de 1850) fue un jurista y político español.  

## Biografía
Accedió a la carrera judicial, fue titular de la Regencia de Barcelona y Granada (1832) y regente de la Audiencia de Madrid (1834). En el mismo año en que recibió el último cargo mencionado se convirtió en miembro del Tribunal Supremo, órgano que abandonó en 1842 cuando se solicitó su suspensión. Reincorporado un año después, obtuvo la presidencia de la Sala Primera. El 22 de febrero de 1850 fue nombrado presidente del alto tribunal, falleciendo el 22 de diciembre del mismo año. Miembro del Partido Moderado, entre 1836 y 1840 fue diputado por Málaga  y, entre 1844 y 1846, senador.
| Predecesor: Nicolás María Garelli | Presidente del Tribunal Supremo 1850 (22 de febrero-22 de diciembre) | Sucesor: Lorenzo Arrazola García |